# Шамин, Николай Андреевич
Николай Андреевич Шамин (3 (15) декабря 1862 — 1933) — общественный деятель, гласный Московской городской думы, член многих общественных организаций.

## Биография
Родился в Москве в семье купца Андрея Родионовича Шамина, имевшего «доходное скорняжное дело», которое он передал своему сыну. Первоначальное образование получал в городском Рогожском училище на Алексеевской улице; одновременно посещал занятия драматической школы П. М. Неведкина, которые посещала в то время и Евдокия Турчанинова. Затем учился в Московской практической академии коммерческих наук.
И с 1886 года началась общественная деятельность Н. А. Шамина. Прежде всего он стал попечителем Кутузовской избы в Филях, сгоревшей в 1868 году, и имел непосредственное отношение к её восстановлению. Также он был казначеем Московского кружка ревнителей памяти Отечественной войны 1812 г.
В 1902 году Шамин стал председателем Общества московских ремесленников, существовавшего с 1878 года. Как писал современник, А. Г. Шебуев, до Шамина «общество было только на бумаге. В него никто не верил. К действительной жизни его призвал г. Шамин»; в 1907 году общество получило небольшое помещение в доме № 6 по Большому Златоустинскому переулку, принадлежавшем тогда Н. Д. Стахееву. Число членов Общества быстро превысило 500 человек, заработали курсы кройки и шитья, художественный кружок, воскресная школа рисования, студия парикмахерских подмастерьев, кассы взаимопомощи для бедных невест; организовалась согласительная комиссия по урегилированию споров между хозяевами и подмастерьями. Большую помощь Шамину оказывал Н. В. Глоба.
Московские обыватели считали Н. А. Шамина чудаком, докучающим городским властям своими «историческими напоминаниями». В статусе гласного Московской городской думы он сделал более 100 заявлений об увековечивании памяти значимых для России личностей. Газета «Копейка» со слов председателя учёной комиссии общества «Старая Москва» П. Н. Миллера в 1916 году написала, что «Шамин — юбилейная нянька городского управления».
В 1906 году, по предложению Н. А. Шамина, к 25-летию со дня смерти Ф. М. Достоевского была установлена мемориальная доска на правом флигеле Мариинской больницы. В своем заявлении городскому голове Н. А. Шамин писал, что по сведениям, полученным от доктора П. Н. Никольского, Ф. М. Достоевский «родился… на Божедомке, в здании Мариинской больницы, в нижнем этаже того флигеля, где теперь помещается отделение для приходящих». В 1915 году по предложению того же Шамина имя Достоевского было присвоено двум начальным училищам, находившимся в районе места рождения писателя: 2-му мужскому Самотецкому и 2-му женскому Самотецкому.
Н. А. Шамин много лет настойчиво добивался исправления ошибки о месте рождения А. С. Пушкина, считая, что он первый открыл в 1910 году подлинное место по записи в метрической книге Богоявленского храма.
В 1911 году, после смерти В. О. Ключевского, он подал в Думу заявление о необходимости увековечивания памяти учёного и спустя три года в Таганском районе Москвы по его инициативе была открыта публичная библиотека-читальня.
В 1910-х годах он организовал рабочий театр при Рогожском народном доме, а затем театр на Городских бойнях, на сцене которого впоследствии началась сценическая карьера его сына, народного артиста РСФСР Николая Николаевича Шамина.
В 1915 году Шамин предложил создать кинематографический музей, в котором собирались бы ленты с выдающимися моментами из жизни Москвы и России.
В начале 1917 года, вскоре после февральской революции Н. А. Шамин предложил переименовать Воскресенскую площадь, где находилось здание московской Думы в площадь Революции, которое в то время не было осуществлено, но через год. Любопытным является тот факт, что Шамин выступал против новогодних ёлок.
В 1918 году возглавил мемориальную комиссию секции «Старая Москва».
В 1930 году он был вынужден «добровольно» отдать дом, который был построен ещё его отцом и в котором он жил (на Новоселенской улице, ныне не существующей), хотя ему были оставлены властями две комнаты второго этажа — на пятерых членов семьи. Весной 1933 года здесь был арестован его внук, Андрей Николаевич Шамин (1911—2004), которого выпустили через три месяца, когда Н. А. Шамин уже умер и был похоронен на Калитниковском кладбище.
В Москве, между Иерусалимской и Дуброво-Ильинской (ныне не существует) улицами в 1912—1977 годах существовал, названный по фамилии домовладельца, Шаминский проезд, — впоследствии застроенный.

## Рекомендуемая литература
- РГАЛИ. — Ф. 1331.